# Жієнь (Олт)
Жієнь, Жієні (рум. Jieni) — село у повіті Олт в Румунії. Входить до складу комуни Русенешть.
Село розташоване на відстані 131 км на південний захід від Бухареста, 56 км на південь від Слатіни, 74 км на південний схід від Крайови.

## Населення
За даними перепису населення 2002 року у селі проживали 1393 особи, усі — румуни. Усі жителі села рідною мовою назвали румунську.